# Ioana Pavelescu
Ioana Pavelescu (n. 28 iulie 1949, București, România) este o actriță română. Este fiica actriței Corina Constantinescu.

## Filmografie
- Pantoful Cenușăresei (1969) - Mira
- Osînda (1976) - Ruxandra
- Războiul independenței (serial TV, 1977) - fiica lui Alec
- Rătăcire (1978) - Doina
- Cumpăna (1979)
- Calculatorul mărturisește (1982)
- Trandafirul galben (1982) - Marițica Ghica
- Întîlnirea (1982) - Ioana
- Viraj periculos (1983) - Eliza Vasilescu
- Misterele Bucureștilor (1983)
- Întunecare (1986)
- Totul se plătește (1987)
- A doua variantă (1987)
- Mircea (1989)
- Polul Sud (1993)
- Punctul zero (1996)
- Frumoasa criminală (2004) - Belle
- Daria, iubirea mea (2006) - Paula Minerva
- Assassination Games / Jocul asasinilor (2011) - judecător Trailer
- Puzzle (2013) - Veronica Matyas Trailer
- Palatul pionierilor B'92 (2015) - Eva Milenkovici